# Miguel Arnaudas
Miguel Arnaudas Larrodé (Alagón, 29 de septiembre de 1869 - Zaragoza, 5 de febrero de 1936), fue un sacerdote, compositor, musicólogo y folclorista español, maestro de capilla de la Seo de Zaragoza.

## Vida
Hijo de un guardia civil destinado en Alagón y a los ocho años entró por concurso al colegio de Infantes del Pilar, donde se formó con Hilario Prádanos y Antonio Félix Lozano González, estudió, piano, armonía, composición y órgano, disciplina con la que fue primer organista de El Pilar para pasar después a la Catedral de Salamanca. En 1896 obtuvo por oposición la plaza de maestro de capilla de La Seo, trabajo que desempañará hasta su fallecimiento. Su actividad profesional se completó como profesor en la Escuela de Música de Zaragoza, de la que fue también su director. También fue profesor de Música en la Escuela Normal de Maestros de Zaragoza (plaza ganada por Oposición).

## Obra
Sus trabajos como compositor están trufados por el folclore aragonés: misas, motetes y villancicos son sus principales composiciones. Además, realizó una profunda recopilación de música aragonesa tradicional, publicando una obra sobre la jota aragonesa y un Cancionero de la provincia de Teruel, ordenado por partidos judiciales y pueblos, y dentro de estos por estilos, publicado en 1927 y que fue el primero de las tres provincias. Su labor como educador se reflejó en la edición de obras educativas sobre teoría musical.

## Reconocimientos
La Facultad de Educación de la Universidad de Zaragoza cuenta con un Coro que lleva su nombre, así como la escuela municipal de música de Alagón.
En 2019 se realizaron las I Jornadas Musicológicas Villa de Alagón con motivo del 150.º aniversario del nacimiento de Miguel Arnaudas.